# Fabiana Bytyqi
Fabiana Bytyqi [bytyči (albánsky)], známá i pod přezdívkou Andělská pěst, (* 30. prosince 1995 Ústí nad Labem) je česká profesionální boxerka, mistryně světa organizace WBC (World Boxing Council) v lehké minimuší váze.

## Život
Narodila se v České republice, avšak kořeny má v Kosovu, odkud pochází její otec, matka je Češka. Má mladšího bratra Sebastiana, který se také zajímá o box.

## Vzdělání
V roce 2015 úspěšně odmaturovala na gymnáziu v Ústí nad Labem a poté vystudovala ergoterapii na Fakultě zdravotnických studií na Univerzity Jana Evangelisty Purkyně v Ústí nad Labem.

## Sportovní kariéra
Ve čtyřech letech se začala věnovat karate, později přešla na kickbox. Kromě klasického boxu se věnuje i thajskému boxu.
Jejím trenérem je Lukáš Konečný. V březnu roku 2016 se po vítězství nad Bulharkou Teodorou Bačevovou stala juniorskou mistryní světa v mini muší váhové kategorii. Je i mistryní světa v amatérském kickboxu.
V září 2018 se po výhře nad Britkou Denise Castleovou stala mistryní světa organizace WBC v mini muší váhové kategorii.
V dubnu 2019 se utkala s mexickou boxerkou Maríou Soledad Vargasovou. Zápas skončil remízou, což Fabianě stačilo k udržení titulu.
30. listopadu 2019 titul mistryně světa obhájila podruhé, když porazila Mexičanku Arrazolaovou. Titul ve stejné váze obhájila skoro po třech letech (po přerušení MS kvůli koronaviru) i v roce 2022. V Kosovu, rodišti svého otce, udržela pás profesionální mistryně světa po remíze s Mexičankou Elizabethou Lópezovou Corzoovou.

## Mediální prezentace
Jako host vystupovala např. v Show Jana Krause a v pořadu Víkend jí byla věnována jedna reportáž.